# Kosjeleva
De Kosjeleva (Russisch: Кошелева) of Kosjelev is een complexe vulkaan bestaande uit ten minste vijf stratovulkanen langs de zuidwestelijke kust van het Russische schiereiland Kamtsjatka. De stratovulkanen liggen ten zuidwesten van de vulkanische depressie Paoezjetka en ten noordwesten van de vulkaan Kambalny. De vulkanen vormen een grote bergrug, verlopend van het oosten naar het westen, die een totale oppervlakte heeft van ongeveer 130 km². De dichtstbijzijnde plaats is het dorpje Paoezjetka op 14 kilometer ten noordoosten van de vulkaan.

## Structuur
Het massief is opgebouwd uit de elkaar deels overlappende stratovulkanen Vostotsjno-Kosjeleva (oost), Tsentralno-Kosjeleva (centraal), Valentin, Zapadno-Kosjeleva (west) en Drevne-Kosjeleva (oud). De eerste drie steken boven het landschap uit. Vostotsjny is de jongste en hoogste vulkaan met 1812 meter (volgens andere bronnen 1864 meter). Tsentralny heeft een krater van een kilometer in doorsnee en wordt aan westzijde begrensd door de piek Foemarolnaja (of Pik Pestry) en aan oostzijde door steile wanden, die sterk vergeeld zijn als gevolg van fumarolegassen. De bodem van de krater is bedekt met ijs en firn, waarboven korsten van oude lavastromen uitsteken. Valentin heeft een brede afgeknotte kegel en bevat actieve hydrothermale velden (parogidrotermy; "stoom-hydrothermale bronnen").

## Uitbarstingsgeschiedenis
De vulkanen zijn hoofdzakelijk gevormd tijdens het late Pleistoceen. In het Holoceen vonden twee grote uitbarstingen plaats, met daarnaast waarschijnlijk een paar kleinere. De meeste activiteit vond plaats in de kraters op de noordelijke en zuidoostelijke hellingen.
Rond 4500 v.Chr. vond de grootste Holocene uitbarsting plaats, toen de oostelijke kegel werd opgeblazen. Hierbij ontstond een grote asregen, die tot op ruim 50 kilometer van de vulkaan neersloeg en werd gevolgd door een grote lavastroom, die afdaalde van de noordelijke helling van de vulkaan en tot stilstand kwam op een plek waar nu koude mineraalwaterbronnen liggen. De uitbarsting veroorzaakte verder aardverschuivingen en rotslawines. In dezelfde periode werden op 15 en 30 kilometer ten noordwesten van de Kosjeleva twee basaltische sintelkegels gevormd, ten zuiden en noorden van de monding van de rivier de Ozjornaja.
Rond 1300 v.Chr. vond de tweede grote Holocene uitbarsting plaats, waarbij een basaltische sintelkegel werd gevormd en een lange lavastroom ontstond, die afdaalde van de noordelijke helling.
Rond 1690 werd er een sterke uitbarsting gemeld, maar hiervoor zijn geen bewijzen gevonden op de hellingen van de vulkaan.

## Vallei van de Grotova
Tussen de Kosjeleva en Kambalny bevindt zich de vallei van de rivier de Grotova, waar zich turflagen en veel kleine meren bevinden, die het neergeslagen vulkanische as goed hebben bewaard. Deze dunne aslagen zijn onderzocht en blijken afkomstig te zijn uit de vulkanen en kraters Ksoedatsj, Chodoetka, Iljinski, Diki Greben, Kambalny en Kosjeleva. De vallei bevat toendra- en graslandvegetatie, maar wordt meestal aan het zicht onttrokken door mist. De zuidelijke en westelijke hellingen van de Kosjeleva vormen onderdeel van de zakaznik Joezjno-Kamtsjatski.